# أسد الله عبد الله
أسد الله عبد الله مواليد 19 أكتوبر 1990 في المالديف، هو لاعب كرة قدم مالديفي. يلعب كمهاجم.

## المسيرة الدولية
على المستوى الدولي شارك لأول مرة مع منتخب المالديف ضد منتخب النيبال في كأس نهرو 2012 منذ بداية المباراة ولكن تم استبداله باللاعب أحمد رشيد في الدقيقة 63 من المباراة. مسجل هذفه الدولي الأول في الدقيقة السادسة.